# Лозаннский собор
Кафедральный собор Лозанны (Нотр-Дам) — готический собор в швейцарском городе Лозанне, построенный в XIII веке.
Строительство собора велось в несколько этапов и завершилось в середине XIII века. Он был освящён папой Григорием X в присутствии императора Рудольфа I в 1275 году. Впоследствии здание подверглось значительным изменениям, особенно в XIX веке, когда реставрацию проводил французский архитектор Э. Виолле-ле-Дюк.
Первоначально здание строилось в романском стиле, но при завершении оно приобрело готические черты. С 1536 года собор используется реформатской церковью.

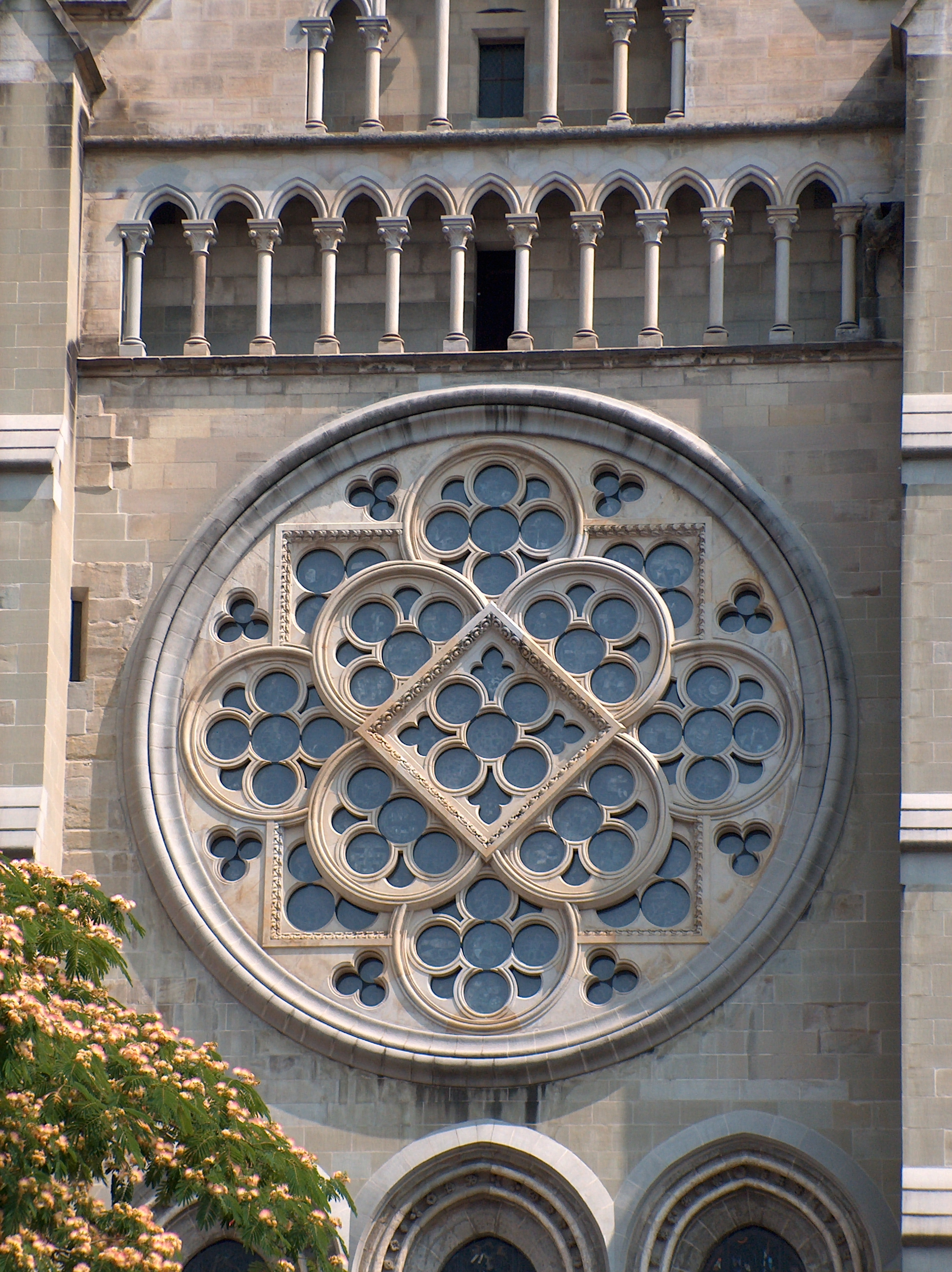
Витраж «роза»

Одной из самых известных особенностей собора является витраж «роза», расположенный в южной части трансепта. Он представляет собой круговую композицию, изображающую средневековое представление о мире: четыре стихии, четыре ветра, четыре реки рая, четыре времени года, двенадцать месяцев и двенадцать знаков зодиака. Витраж датируется XIII веком. Остальные витражи собора относятся к XIX и XX векам.
Орган собора содержит более 7 тысяч труб.
Для строительства использовался мягкий песчаник, подверженный разрушению, что обуславливает необходимость регулярной реставрации. В XVIII веке даже рассматривался проект полного сноса и строительства нового здания. Однако в 1874 году Виолле-ле-Дюк предложил масштабный план восстановления, который впоследствии был реализован. Реставрационные работы продолжаются и в XXI веке.

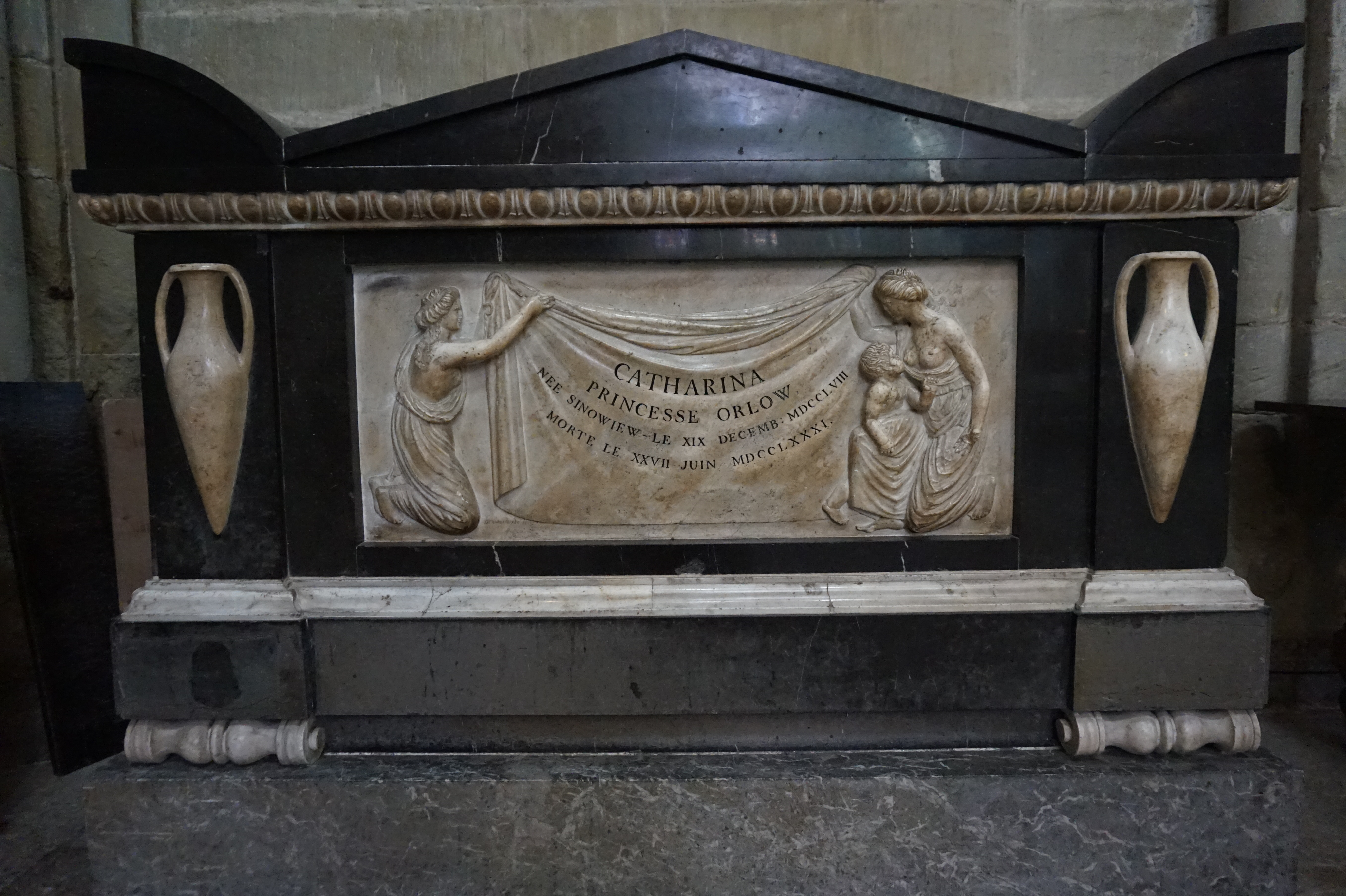
Надгробие Орловой Е. Н. в Лозаннском соборе

В соборе была похоронена Екатерина Николаевна Орлова, двоюродная сестра и супруга князя Григория Орлова, фаворита Екатерины II. Она скончалась в Лозанне в возрасте 22 лет от туберкулёза. Позднее её тело было перевезено в Александро-Невскую лавру, но надгробие осталось в соборе.
С 1405 года, после череды пожаров, в Лозанне существует традиция: каждую ночь с башни собора на четыре стороны города сторож выкрикивает: «Это ночной смотритель, час пробил».